# Jessica Alexander
Pour les articles homonymes, voir Alexander.
Jessica Hoare, dite Jessica Alexander, née le 19 juin 1999 à Westminster (Londres), est une actrice et mannequin britannique notamment connue pour ses rôles dans la série télévisée Les Justicières (2020) et le film d'horreur A Banquet (2021).

## Biographie
Jessica Caroline Hoare grandit à Richmond upon Thames. Elle a une petite sœur, Sophie.
À l'âge de 6 ans, elle fréquente un club de théâtre amateur pour enfants dans la salle paroissiale locale.
Elle fait ses études à la Putney High School, et s'envole ensuite pour Londres afin de « se démener » pour gagner de l’argent. Elle y est d'abord serveuse puis commence le mannequinat.

## Carrière
Alexander auditionne pour la première fois pour un film à 14 ans. Elle joue par la suite dans deux courts métrages indépendants, Venice 70: Future Reloaded (2013) et Truck (2016) avant de faire ses débuts à la télévision dans la comédie dramatique italienne de Disney Channel, Penny sur M.A.R.S.. Cette même année, elle est repérée par Select Model Management. Elle signe également avec l'agence Next.
En 2020, elle se fait connaître pour son rôle d'Olivia Hayes dans la série Netflix Les Justicières,.
En 2021, elle incarne Bee dans le thriller dystopique sud-africain Glasshouse (en), réalisé par Kelsey Egan qu'elle avait rencontré dans le cadre d'un projet précédent. La même année, elle joue le rôle de Betsey dans le film d'horreur britannique A Banquet, réalisé par Ruth Paxton, aux côtés de Sienna Guillory et Ruby Stokes. Sa prestation lui permet d'être présélectionnée aux British Independent Film Awards.
En mars 2021, elle est annoncée au casting du film musical La Petite Sirène filmé en live action de Rob Marshall, prévu pour 2023. Elle y joue le rôle de la jeune Vanessa, qui est en réalité Ursula, transformée en jeune fille pour hypnotiser Eric et ainsi empêcher le baiser avec Ariel.
En 2024, elle apparaît dans le clip vidéo Too Much de la chanteuse norvégienne Girl in red. La même année, elle incarne le rôle principal de la série télévisée fantastique Fallen, adaptation de la série littéraire du même nom de l'autrice américaine Lauren Kate.

## Filmographie

### Cinéma

#### Longs métrages
- 2021 : Glasshouse (en) de Kelsey Egan : Bee
- 2021 : A Banquet de Ruth Paxton : Betsey[12]
- 2022 : Into the Deep de Kate Cox : Lexie
- 2023 : La Petite Sirène de Rob Marshall : Vanessa

#### Courts métrages
- 2016 : Truck de Rob Curry : Sienna
- 2021 : Birthday de Margarita Milne : Cora

### Télévision

#### Séries télévisées
- 2018 : Penny sur M.A.R.S. : Lucy Carpenter (25 épisodes)
- 2020 : Les Justicières : Olivia (10 épisodes)
- 2024 : Fallen : Lucinda « Luce » Price (8 épisodes)
- TBA : Amadeus : Katerina

### Clips
- 2024 : Too Much de Girl in red, réalisé par Fiona Jane Burgess : la petite-amie